# Gobiodon irregularis
Gobiodon irregularis là một loài cá biển thuộc chi Gobiodon trong họ Cá bống trắng. Loài này được mô tả lần đầu tiên vào năm 2013.

## Từ nguyên
Tính từ định danh irregularis trong tiếng Latinh nghĩa là “không theo quy luật; không đồng đều”, hàm ý đề cập đến sự đa dạng kiểu hình của loài cá này, đặc biệt là các đường gợn sóng màu đỏ trên đầu và thân trên ở cá con và cá trưởng thành.

## Phân bố và môi trường sống
G. irregularis hiện chỉ được biết đến tại Biển Đỏ và đảo Rodrigues. Loài này sống cộng sinh với các san hô Acropora, phổ biến hơn trên các san hô Acropora samoensis, Acropora valida và Acropora secale.

## Mô tả
Chiều dài cơ thể lớn nhất được ghi nhận ở G. irregularis là 3,2 cm. Cá con có màu lục nhạt hoặc lục nâu với 7 vạch sọc đỏ cách nhau bởi các vệt xanh lam trên đầu và gốc vây ngực (3 vạch ngoài cùng chạy dọc qua mắt). Gáy và lưng có vệt đốm màu đỏ (mờ dần ở những con trưởng thành >3 cm). Cá trưởng thành màu nâu đồng nhất hoặc nâu đỏ.
Số gai vây lưng: 7; Số tia vây lưng: 10–11; Số gai vây hậu môn: 1; Số tia vây hậu môn: 9–10; Số gai vây bụng: 1; Số tia vây bụng: 5; Số tia vây ngực: 20.

## Phân loại
G. irregularis là loài chị em gần nhất với Gobiodon reticulatus và Gobiodon oculolineatus.

### Trích dẫn
- Herler, Juergen; Bogorodsky, Sergey V.; Suzuki, Toshiyuki (2013). "Four new species of coral gobies (Teleostei: Gobiidae: Gobiodon), with comments on their relationships within the genus". Zootaxa. Quyển 3709 số 4. tr. 301–329. doi:10.11646/zootaxa.3709.4.1. ISSN 1175-5326. PMC 3914756. PMID 24511221.